# Françoise Nimal
Françoise Nimal (Charleroi 1967 - ) est une autrice belge. Elle est diplômée en philosophie et journalisme.